# Пригоди на Багамах
Пригоди на Багамах (англ. Beneath the Blue) — американський фільм 2010 року.

## Сюжет
Алісса Харкер, 18-річна дівчина, дослідник дельфінів, яка працює разом зі своїм батьком Хоуком — відомим ученим. У неї з дорослим і трохи таємничим туристом Крейгом зав'язуються романтичні стосунки. Але серце Аліси розбивається, коли з'ясовується, що Крейг веде подвійну гру. Він є офіцером ВМС США, і бере участь в місії, яка загрожує дослідницькому центу і диким дельфінам. Аліса й Хоук разом намагаються врятувати і зберегти дикого дельфіна Раска та інших морських ссавців, у той час як Крейг стоїть перед складною моральною дилемою, яка змусить його зробити вибір раз і назавжди.

## У ролях
- Саманта Джейд — Кіта
- Кейтлін Вочс — Алісса
- Девід Кіт — Хоук
- Пол Веслі — Крейг
- Івана Мілічевіч — Гвен
- Леа Енеас — Давей
- Джордж Гарріс — Деніел
- Крістін Адамс — Таміка
- Ева-Джин Софія Янг — Лейла
- Белла Кінг — дівчинка в лабораторії
- Крістофер Ерро — британський турист
- Мішель Селлерс — жінка в лабораторії
- Джейн Волл — технік
- Майкл Айронсайд — капітан Еліас Блейн
- Джон Веслі — доктор
- Альджеріта Вінн Льюїс — медсестра
- Джованна Хепберн — репортер